# Phlomoides
Genre
Classification GRIN
Phlomoides est un genre de plantes à fleurs de la famille des Lamiaceae.

## Répartition
Ce genre regroupe près de deux-cent espèces ; il est présent dans une majeure partie de l'Eurasie (paléarctique), à l'ouest jusqu'en Autriche, à l'est jusqu'en Corée, au nord jusqu'en Arctique, au sud jusqu'en Inde.

## Description
Ce sont le plus souvent des sous-arbrisseaux ou des arbrisseaux, parfois des herbacées dressées. Les feuilles sont cordées à triangulaires-ovales ; leur nervation n'est pas en éventail ; les verticillasters sont axillaires, laxistes ou denses.
Phlomoides est morphologiquement très semblable à Eremostachys et Phlomis, et de nombreuses espèces ont été successivement classées dans les trois genres. Phlomoides se distingue par la lèvre supérieure de la corolle non comprimée latéralement, non aplatie, en forme d'arche, toujours poilue ou frangée-incisée.

## Systématique
Le nom correct complet (avec auteur) de ce taxon est Phlomoides Moench. Il a été validement publié en 1794 par le botaniste allemand Conrad Moench. Phlomoides tuberosa est l'espèce type, initialement décrite dans le genre Phlomis par le naturaliste suédois Carl von Linné, dans son ouvrage fondateur de la nomenclature botanique Species Plantarum (1753). Phlomoides et Phlomis sont en outre très semblables, Phlomoides pouvant être un synonyme de Phlomis.
Phlomoides a pour synonymes :

(homotypiques)
- Phlomidopsis Link in Handbuch 1: 479 (1829), nom. superfl.
- Phlomitis Rchb. ex T.Nees in Gen. Fl. Germ. 2(7): 43 (1843), nom. superfl.

(hétérotypiques)
- Clueria Raf. in Fl. Tellur. 3: 87 (1837)
- Eremostachys Bunge in C.F.von Ledebour, Fl. Altaic. 2: 414 (1830)
- Lamiophlomis Kudô in Mem. Fac. Sci. Taihoku Imp. Univ. 2: 210 (1929)
- Notochaete Benth. in N.Wallich, Pl. Asiat. Rar. 1: 63 (1830)
- Orlowia Gueldenst. ex Georgi in Beschr. Russ. Reich. 3(5): 1089 (1800)
- Paraeremostachys Adylov, Kamelin & Makhm. in Novosti Sist. Vyssh. Rast. 23: 112 (1986)
- Pseuderemostachys Popov in Novye Mem. Moskovsk. Obshch. Isp. Prir. 19: 148 (1940 publ. 1941)
- Trambis Raf. in Fl. Tellur. 3: 87 (1837)

## Composants et usages
Les constituants phytochimiques dominants des espèces du genre Phlomoides sont les iridoïdes, les phényléthanoïdes et les furanolabdanes. Les utilisations traditionnelles à long terme, telles que la thérapie des fractures osseuses, les analgésiques locaux et la cicatrisation des plaies, suscitent l'intérêt des chercheurs pour ces plantes. Les espèces et leurs métabolites secondaires ont été impliqués dans la découverte de médicaments du fait de leurs propriétés anti-inflammatoires et de développement osseux in vitro, in vivo et en clinique.

## Liste des espèces
Selon Plants of the World online (POWO) (28 octobre 2023) (173 espèces) :
- Phlomoides acaulis (Beck ex Rech.f.) Salmaki
- Phlomoides adenantha (Jaub. & Spach) Kamelin & Makhm.
- Phlomoides admirabilis (Czern.) Kamelin & Makhm.
- Phlomoides adylovii Lazkov
- Phlomoides affinis (Schrenk) Salmaki
- Phlomoides agraria (Bunge) Adylov, Kamelin & Makhm.
- Phlomoides ajdarovae Lazkov
- Phlomoides alaica (Knorring) Adylov, Kamelin & Makhm.
- Phlomoides alberti (Regel) Adylov, Kamelin & Makhm.
- Phlomoides alpina (Pall.) Adylov, Kamelin & Makhm.
- Phlomoides ambigua (Popov ex Pazij & Vved.) Adylov, Kamelin & Makhm.
- Phlomoides ammophila (Rech.f.) Salmaki
- Phlomoides andersii (Rech.f.) Kamelin & Makhm.
- Phlomoides anisochila (Pazij & Vved.) Salmaki
- Phlomoides aralensis (Bunge) Salmaki
- Phlomoides arctifolia (Popov) Adylov, Kamelin & Makhm.
- Phlomoides ariana (Hedge) Kamelin & Makhm.
- Phlomoides atropurpurea (Dunn) Kamelin & Makhm.
- Phlomoides azerbaijanica (Rech.f.) Kamelin & Makhm.
- Phlomoides baburii (Adylov) Adylov
- Phlomoides badakshanica (Hedge) Salmaki
- Phlomoides baissunensis (Popov) Adylov, Kamelin & Makhm.
- Phlomoides baldschuanica (Regel) Adylov, Kamelin & Makhm.
- Phlomoides bamianica (Rech.f.) Kamelin & Makhm.
- Phlomoides beckeri (Regel) Adylov, Kamelin & Makhm.
- Phlomoides betonicoides (Diels) Kamelin & Makhm.
- Phlomoides binaludensis Salmaki & Joharchi
- Phlomoides boissieriana (Regel) Adylov, Kamelin & Makhm.
- Phlomoides boraldaica A.L.Ebel
- Phlomoides botschantzevii (Adylov) Adylov
- Phlomoides brachystegia (Bunge) Adylov, Kamelin & Makhm.
- Phlomoides bracteosa (Royle ex Benth.) Kamelin & Makhm.
- Phlomoides breviflora (Benth.) Kamelin & Makhm.
- Phlomoides burmanica (Mukerjee) Kamelin & Makhm.
- Phlomoides calophyta (Hedge) Salmaki & Almasi
- Phlomoides canescens (Regel) Adylov, Kamelin & Makhm.
- Phlomoides chinghoensis (C.Y.Wu) Kamelin & Makhm.
- Phlomoides codonantha Sennikov
- Phlomoides codonocalyx Kamelin & Makhm.
- Phlomoides congesta (C.Y.Wu) Kamelin & Makhm.
- Phlomoides cordifolia (Regel) Adylov, Kamelin & Makhm.
- Phlomoides cuneata (C.Y.Wu) C.L.Xiang & H.Peng
- Phlomoides czuiliensis (Golosk.) Adylov, Kamelin & Makhm.
- Phlomoides dentosa (Franch.) Kamelin & Makhm.
- Phlomoides deserticola Sennikov
- Phlomoides ebracteolata (Popov) Adylov, Kamelin & Makhm.
- Phlomoides edelbergii (Rech.f.) Salmaki
- Phlomoides eriocalyx (Regel) Adylov, Kamelin & Makhm.
- Phlomoides ferganensis (Popov) Adylov, Kamelin & Makhm.
- Phlomoides fetisowii (Regel) Adylov, Kamelin & Makhm.
- Phlomoides fimbriata (C.Y.Wu) Kamelin & Makhm.
- Phlomoides forrestii (Diels) Kamelin & Makhm.
- Phlomoides franchetiana (Diels) Kamelin & Makhm.
- Phlomoides freitagii (Rech.f.) Kamelin & Makhm.
- Phlomoides fulgens (Bunge) Adylov, Kamelin & Makhm.
- Phlomoides ghorana (Rech.f.) Salmaki
- Phlomoides glabra (Boiss. ex Benth.) Kamelin & Makhm.
- Phlomoides glanduligera (Popov) Salmaki
- Phlomoides goloskokovii Lazkov
- Phlomoides gymnocalyx (Schrenk) Adylov, Kamelin & Makhm.
- Phlomoides gymnoclada (Rech.f. & Köie) Kamelin & Makhm.
- Phlomoides gypsacea (Popov) Adylov, Kamelin & Makhm.
- Phlomoides hajastanica (Sosn. ex Grossh.) Kamelin & Makhm.
- Phlomoides hamosa (Benth.) Mathiesen
- Phlomoides hissarica (Regel) Adylov, Kamelin & Makhm.
- Phlomoides hybrida (Zelen.) Kamelin & Makhm.
- Phlomoides hyoscyamoides (Boiss. & Buhse) Kamelin & Makhm.
- Phlomoides hypoviridis Lazkov
- Phlomoides iliensis (Regel) Adylov, Kamelin & Makhm.
- Phlomoides inaequalisepala (C.Y.Wu) Kamelin & Makhm.
- Phlomoides integior (Pazij & Vved.) Adylov, Kamelin & Makhm.
- Phlomoides isochila (Pazij & Vved.) Salmaki
- Phlomoides jeholensis (Nakai & Kitag.) Kamelin & Makhm.
- Phlomoides kansuensis (C.Y.Wu) Kamelin & Makhm.
- Phlomoides karatavica (Pavlov) Lazkov & Sennikov
- Phlomoides kaufmanniana (Regel) Adylov, Kamelin & Makhm.
- Phlomoides kirghisorum Adylov, Kamelin & Makhm.
- Phlomoides koraiensis (Nakai) Kamelin & Makhm.
- Phlomoides korovinii (Popov) Adylov, Kamelin & Makhm.
- Phlomoides kurpsaica Lazkov
- Phlomoides labiosa (Bunge) Adylov, Kamelin & Makhm.
- Phlomoides labiosiformis (Popov) Adylov, Kamelin & Makhm.
- Phlomoides labiosissima (Pazij & Vved.) Adylov, Kamelin & Makhm.
- Phlomoides laciniata (L.) Kamelin & Makhm.
- Phlomoides laevigata (Bunge) Kamelin & Makhm.
- Phlomoides lanata (Jamzad) Salmaki
- Phlomoides lehmanniana (Bunge) Adylov, Kamelin & Makhm.
- Phlomoides leiocalyx (Pazij & Vved.) Adylov, Kamelin & Makhm.
- Phlomoides liangwangshanensis Y.Zhao, H.L.Zheng & C.L.Xiang
- Phlomoides likiangensis (C.Y.Wu) Kamelin & Makhm.
- Phlomoides lindbergii (Rech.f.) Salmaki
- Phlomoides loasifolia (Benth.) Kamelin & Makhm.
- Phlomoides longiaristata (C.Y.Wu & H.W.Li) Salmaki
- Phlomoides longicalyx (C.Y.Wu) Kamelin & Makhm.
- Phlomoides longidentata Pendry
- Phlomoides macrophylla (Benth.) Kamelin & Makhm.
- Phlomoides maximowiczii (Regel) Kamelin & Makhm.
- Phlomoides mazzettii Lazkov
- Phlomoides medicinalis (Diels) Kamelin & Makhm.
- Phlomoides megalantha (Diels) Kamelin & Makhm.
- Phlomoides melanantha (Diels) Kamelin & Makhm.
- Phlomoides michaelis Adylov, Kamelin & Makhm.
- Phlomoides milingensis (C.Y.Wu & H.W.Li) Kamelin & Makhm.
- Phlomoides milkoi Lazkov
- Phlomoides minutigalea Salmaki
- Phlomoides mogianica (Popov) Salmaki
- Phlomoides molucelloides (Bunge) Salmaki
- Phlomoides mongolica (Turcz.) Kamelin & A.L.Budantsev
- Phlomoides muliensis (C.Y.Wu) Kamelin & Makhm.
- Phlomoides multifurcata Salmaki
- Phlomoides nuda (Regel) Adylov, Kamelin & Makhm.
- Phlomoides oreophila (Kar. & Kir.) Adylov, Kamelin & Makhm.
- Phlomoides ornata (C.Y.Wu) Kamelin & Makhm.
- Phlomoides ostrowskiana (Regel) Adylov, Kamelin & Makhm.
- Phlomoides pacifica Kamelin & Shlotg.
- Phlomoides paniculata (Regel) Salmaki
- Phlomoides paohsingensis (C.Y.Wu) Kamelin & Makhm.
- Phlomoides paropamisica (Rech.f.) Kamelin & Makhm.
- Phlomoides pectinata (Popov) Adylov, Kamelin & Makhm.
- Phlomoides pedunculata (Y.Z.Sun) Kamelin & Makhm.
- Phlomoides persimilis (Aitch. & Hemsl.) Salmaki
- Phlomoides popovii (Gontsch.) Adylov, Kamelin & Makhm.
- Phlomoides pratensis (Kar. & Kir.) Adylov, Kamelin & Makhm.
- Phlomoides pseudokorovinii Lazkov
- Phlomoides puberula (Krylov & Serg.) Adylov, Kamelin & Makhm.
- Phlomoides pulchra (Popov) Adylov, Kamelin & Makhm.
- Phlomoides pulvinaris (Jaub. & Spach) Kamelin & Makhm.
- Phlomoides pygmaea (C.Y.Wu) Kamelin & Makhm.
- Phlomoides rastagalensis (Hedge) Kamelin & Makhm.
- Phlomoides regeliana (Aitch. & Hemsl.) Adylov, Kamelin & Makhm.
- Phlomoides rotala (Schrenk ex Fisch., C.A.Mey. & Avé-Lall.) Salmaki
- Phlomoides rotata (Benth. ex Hook.f.) Mathiesen
- Phlomoides ruptilis (C.Y.Wu) Kamelin & Makhm.
- Phlomoides salangensis (Rech.f.) Kamelin & Makhm.
- Phlomoides sanglechensis (Rech.f.) Kamelin & Makhm.
- Phlomoides sarawschanica (Regel) Adylov, Kamelin & Makhm.
- Phlomoides schugnanica (Popov) Adylov, Kamelin & Makhm.
- Phlomoides septentrionalis (Popov) Adylov, Kamelin & Makhm.
- Phlomoides setifera (Bureau & Franch.) Kamelin & Makhm.
- Phlomoides sewerzovii (Herder) Mathiesen
- Phlomoides similis (Czern.) Kamelin & Makhm.
- Phlomoides sogdiana (Pazij & Vved.) Salmaki
- Phlomoides speciosa (Rupr.) Adylov, Kamelin & Makhm.
- Phlomoides spectabilis (Falc. ex Benth.) Kamelin & Makhm.
- Phlomoides stellata Lazkov
- Phlomoides stenocalycina (Rech.f.) Kamelin & Makhm.
- Phlomoides stocksii (Boiss.) Kamelin & Makhm.
- Phlomoides strigosa (C.Y.Wu) Kamelin & Makhm.
- Phlomoides subspicata (Popov) Adylov, Kamelin & Makhm.
- Phlomoides superba (Royle ex Benth.) Kamelin & Makhm.
- Phlomoides szechuanensis (C.Y.Wu) Kamelin & Makhm.
- Phlomoides tadshikistanica (B.Fedtsch.) Adylov, Kamelin & Makhm.
- Phlomoides tatsienensis (Bureau & Franch.) Kamelin & Makhm.
- Phlomoides thyrsiflora (Benth.) Salmaki
- Phlomoides tianschanica (Popov) Adylov, Kamelin & Makhm.
- Phlomoides tibetica (C.Marquand & Airy Shaw) Kamelin & Makhm.
- Phlomoides tournefortii (Jaub. & Spach) Kamelin & Makhm.
- Phlomoides transjordanica (Eig) Salmaki & Almasi
- Phlomoides transoxana (Bunge) Salmaki
- Phlomoides tschimganica (Vved.) Adylov, Kamelin & Makhm.
- Phlomoides tuberosa (L.) Moench
- Phlomoides tuvinica (A.Schroet.) Kamelin, Adylov & Makhm.
- Phlomoides umbrosa (Turcz.) Kamelin & Makhm.
- Phlomoides uniceps (C.Y.Wu) Kamelin & Makhm.
- Phlomoides uniflora (Regel) Adylov, Kamelin & Makhm.
- Phlomoides uralensis Salmaki
- Phlomoides urodonta (Popov) Adylov, Kamelin & Makhm.
- Phlomoides vavilovii (Popov) Adylov, Kamelin & Makhm.
- Phlomoides vicaryi (Benth. ex Hook.f.) Kamelin & Makhm.
- Phlomoides vulnerans (Rech.f. & Köie) Kamelin & Makhm.
- Phlomoides woroschilovii (Makarov) Prob.
- Phlomoides younghushandii (Mukerjee) Kamelin & Makhm.
- Phlomoides zenaidae (Popov) Adylov, Kamelin & Makhm.